# 吉綸
吉綸（穆麟德轉寫：jirun，1750年—1826年），字芥甫，赫舍里氏，滿洲鑲藍旗，清朝政治人物、清朝工部尚書。
吉綸监生出身，嘉庆七年（1802年）十一月担任漕运总督。嘉庆十二年五月（1807年）任山东巡抚。嘉庆十三年十二月（1808年）任江西巡抚。嘉庆十四年（1809年）正月丁卯回原任山东巡抚。嘉庆十五年（1810年）十二月十九，暂署东河总督。嘉慶十六年闰三月（1811年）任理藩院右侍郎、正黄旗蒙古副都统、步军营右翼总兵。六月十一日六月丁巳，接替恭阿拉，兼任工部尚書、镶白旗汉军都统、步军统领。嘉慶十七年（1812年）三月，步军统领吉纶查奏负责查城的副都统、参领也有旷班一次二次者，已逐渐怠惰。嘉庆十七年十二月壬子（1813年1月15日）任正蓝旗满洲都统。嘉慶十八年九月十六日己卯（1813年10月9日）夺吉纶职，以英和为步军统领，由成寧接任工部尚書。